# Billy Blanks
William Wayne Blanks (Erie, Pensilvânia, 1 de setembro de 1955), mais conhecido como Billy Blanks, é um lutador de artes marciais e ator americano.

## Carreira
Billy Blanks começou seus estudos de artes marciais aos 11 anos, quando ele rapidamente começou a ganhar os torneios locais, estaduais e nacionais. Blanks foi sete vezes campeão mundial de Karatê e possui faixa preta de sétimo grau de Tae Kwon Do. Em 1980, Bily Blanks se tornou membro da MNAAU. A União Atlética  Amadora e se tornou o "Atleta do ano" e entrou para o hall da fama do USA Karate.

## Vida Pessoal
Billy Blanks Nasceu em Erie, Pensilvânia e, quando criança, sofria de dislexia. Billy é Cristão e no seu video Tae Bo criou uma faixa especial para as pessoas que acreditam em Deus, com orações motivacionais para ajudar as pessoas.
Ele foi casado com Gayle Godfrey e, quando se separaram, Gayle mandou um e-mail avisando que estava grávida.

## Filmografia
- BattleDome (1998) (Série de TV)
- Kiss the Girls (1997)
- Expect No Mercy (1996)
- Balance of Power (1996)
- Back in Action (1994)
- Tough and Deadly (1994)
- Showdown (1993)
- TC 2000  (1993)
- Talons of the Eagle (Garras de Águia) (1992)
- Zhan long zai ye (1992)
- The Last Boy Scout (1991)
- Timebomb (1991)
- The King of the Kickboxers (1991)
- Bloodfist (1989)
- Low Blow (1986)